# R-Loop
Ein R-Loop ist eine dreisträngige Nukleinsäure-Struktur, die aus einem DNA:RNA-Hybrid und der zugehörigen einzelsträngigen, nicht übersetzten DNA besteht. R-Loops können unter verschiedenen Umständen gebildet werden und von zellulären Komponenten toleriert oder freigegeben werden. Der Begriff „R-Loop“ wurde verwendet, um die Ähnlichkeit dieser Strukturen mit D-Loops widerzuspiegeln; das „R“ stellt in diesem Fall die Beteiligung einer RNA-Einheit dar.
Im Labor können R-Loops auch durch Hybridisierung reifer mRNA mit doppelsträngiger DNA unter Bedingungen erzeugt werden, die die Bildung eines DNA-RNA-Hybrids begünstigen; in diesem Fall bilden die Intronbereiche (die aus der mRNA herausgespleißt wurden) einzelsträngige Schleifen, da sie nicht mit komplementärer Sequenz in der mRNA hybridisieren können.

## Geschichte

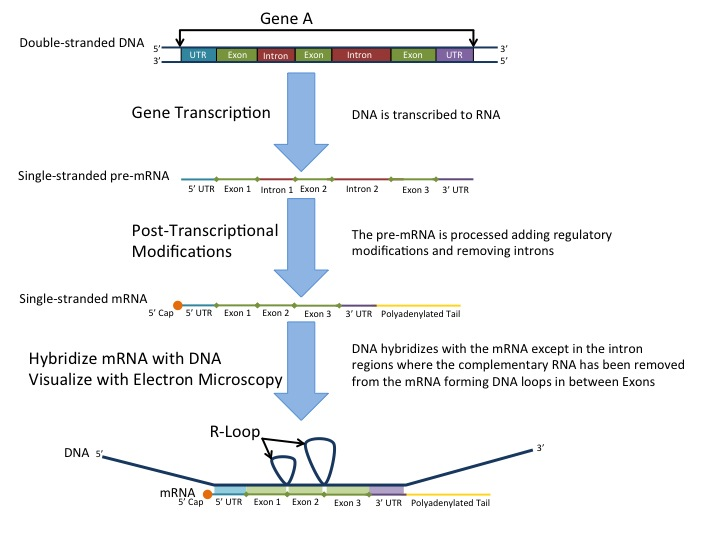
Die Illustration zeigt, wie ein DNA-mRNA-Hybrid R-Loops in den Bereichen bildet, in denen Introns durch Spleißen von Exons entfernt wurden.

Der R-Loop-Mechanismus wurde erstmals 1976 beschrieben. Unabhängige Studien von R-Loops der Laboren von Richard J. Roberts und Phillip A. Sharp zeigten, dass ein Protein, das Adenovirus-Gene kodiert, DNA-Sequenzen enthielt, die in der reifen mRNA nicht vorhanden waren. Roberts und Sharp erhielten 1993 den Nobelpreis für die unabhängige Entdeckung von Introns. Nach ihrer Entdeckung im Adenovirus wurden Introns in einer Reihe von eukaryontischen Genen gefunden, wie dem eukaryontischen Ovalbumin-Gen (zuerst vom O’Malley-Labor, dann von anderen Gruppen bestätigt), Hexon-DNA und extrachromosomalen rRNA-Genen von Tetrahymena thermophila.
Mitte der 1980er Jahre öffnete die Entwicklung eines Antikörpers, der spezifisch an die R-Loop-Struktur bindet, die Tür für Immunfluoreszenzstudien sowie die genomweite Charakterisierung der R-Schleifenbildung durch DRIP-Seq.

## R-loop Mapping
R-Loop-Mapping ist eine Labortechnik zur Unterscheidung von Introns und Exons in doppelsträngiger DNA. Diese R-Loops werden elektronenmikroskopisch visualisiert und zeigen Intronbereiche der DNA, indem sie ungebundene Schleifen an diesen Bereichen erzeugen.

## R-loopsin vivo
Das Potenzial von R-Loops als Primer für die Replikation wurde 1980 demonstriert. 1994 wurde nachgewiesen, dass R-Loops in vivo vorhanden sind. Hierbei wurden Plasmide analysiert, die aus E. coli-Mutanten isoliert wurden, die Mutationen in der Topoisomerase tragen. Diese Entdeckung endogener R-Loops in Verbindung mit den rasanten Fortschritten in der genetischen Sequenzierungstechnologie hat in den frühen 2000er Jahren zu einer Blütezeit der R-Loop-Forschung geführt, die bis heute anhält.

### Regelung der R-Loop-Bildung und -auflösung
RNase-H-Enzyme sind die wichtigsten Proteine, die für die Auflösung von R-Loops verantwortlich sind und den RNA-Teil abbauen, um die beiden komplementären DNA-Stränge hybridisieren zu lassen. Die Forschung in den letzten zehn Jahren hat mehr als 50 Proteine identifiziert, die die Akkumulation von R-Loops zu beeinflussen scheinen. Während viele von ihnen vermutlich dazu beitragen, indem sie neu transkribierte RNA sequestrieren oder verarbeiten, um ein erneutes Hybridisieren an der DNA-Vorlage zu verhindern, müssen die Mechanismen der R-Loop-Interaktion für viele dieser Proteine noch bestimmt werden.

### Rolle von R-Loops bei der genetischen Regulation
Die Bildung von R-Loops ist ein wichtiger Schritt beim Wechsel der Immunglobulinklasse, einem Prozess, der es aktivierten B-Zellen ermöglicht, die Antikörperproduktion zu modulieren. Sie scheinen auch eine Rolle beim Schutz einiger aktiver Promotoren vor Methylierung zu spielen. Das Vorhandensein von R-Loops kann auch die Transkription hemmen. Zusätzlich scheint die R-Loops mit dem „offenen“ Chromatin verbunden zu sein, das für aktiv transkribierte Regionen charakteristisch ist.

### Genetische Schädigung durch R-Loops
Wenn sich R-Loops ungeplant bilden, können sie durch eine Reihe von verschiedenen Mechanismen Schaden anrichten. Exponierte einzelsträngige DNA kann von endogenen Mutagenen angegriffen werden, einschließlich DNA-modifizierender Enzyme wie aktivierungsinduzierter Cytidin-Deaminase. Sie kann auch Replikationsgabeln blockieren, um deren Kollaps und nachfolgende Doppelstrangbrüche zu induzieren. Außerdem können R-Loops eine ungeplante Replikation induzieren, indem sie als Primer fungieren.
Die Akkumulation von R-Loops wurde mit einer Reihe von Krankheiten in Verbindung gebracht, darunter amyotrophe Lateralsklerose Typ 4 (ALS4), okulomotorische Apraxie Typ 2 (AOA2), Aicardi-Goutières-Syndrom, Angelman-Syndrom, Prader-Willi-Syndrom und Krebs.

## R-Loops, Introns und Beschädigungen der DNA
Introns sind nicht-kodierende Bereiche innerhalb von Genen, die zusammen mit den kodierenden Bereichen von Genen transkribiert werden, aber anschließend durch Spleißen aus dem primären RNA-Transkript entfernt werden. Aktiv transkribierte DNA-Bereiche bilden oft R-Loops, die für DNA-Schäden anfällig sind. Introns reduzieren die Bildung von R-Loops und DNA-Schäden in hochexprimierten Hefegenen. Eine genomweite Analyse zeigte, dass intronhaltige Gene im Vergleich zu intronlosen Genen mit ähnlicher Expression in Hefe und Mensch einen verminderten R-Loop-Pegel und eine geringere DNA-Schädigung aufweisen. Das Einsetzen eines Introns innerhalb eines für R-Loops anfälligen Gens kann auch die Bildung und Rekombination von R-Loops unterdrücken. Bonnet et al. (2017) spekulierten, dass die Funktion von Introns bei der Aufrechterhaltung der genetischen Stabilität ihre evolutionäre Aufrechterhaltung an bestimmten Stellen erklären könnte, insbesondere bei hochexprimierten Genen.